# Maria Helsbøl
Maria Helsbøl (* 17. September 1989) ist eine dänische Badmintonspielerin. 

## Karriere
Maria Helsbøl gewann nach zwei Juniorentiteln 2008 die Cyprus International und die Greece International. 2009 war sie bei den Czech International erfolgreich, 2010 wurde sie Zweite bei den Dutch International.

## Sportliche Erfolge
| Saison    | Veranstaltung                                    | Disziplin   | Platz | Name                                                 |
| --------- | ------------------------------------------------ | ----------- | ----- | ---------------------------------------------------- |
| 2007/2008 | Dänemark: Einzelmeisterschaften der Junioren U19 | Mixed       | 1     | Maria Helsbøl, Værløse / Mikkel Elbjørn, Kastrup KMB |
| 2007/2008 | Dänemark: Einzelmeisterschaften der Junioren U19 | Damendoppel | 1     | Maria Helsbøl / Anne Skelbæk, Værløse                |
| 2008      | Cyprus International                             | Mixed       | 1     | Peter Mørk / Maria Helsbøl                           |
| 2008      | Greece International                             | Damendoppel | 1     | Maria Helsbøl / Anne Skelbæk                         |
| 2008      | Cyprus International                             | Damendoppel | 1     | Maria Helsbøl / Anne Skelbæk                         |
| 2009      | Czech International                              | Damendoppel | 1     | Maria Helsbøl / Anne Skelbæk                         |
| 2010      | Dutch International                              | Damendoppel | 2     | Maria Helsbøl / Anne Skelbæk                         |